# Tori Franklin
Tori Franklin (Westmont, 7 de octubre de 1992) es una deportista estadounidense que compite en atletismo, especialista en la prueba de triple salto. Ganó una medalla de bronce en el Campeonato Mundial de Atletismo de 2022, en su especialidad.

## Palmarés internacional
| Campeonato Mundial | Campeonato Mundial      | Campeonato Mundial | Campeonato Mundial |
| Año                | Lugar                   | Medalla            | Prueba             |
| ------------------ | ----------------------- | ------------------ | ------------------ |
| 2022               | Eugene (Estados Unidos) | Medalla de bronce  | Triple salto       |